# Manifestations du lundi
Pour les articles homonymes, voir Manifestations du lundi (homonymie).

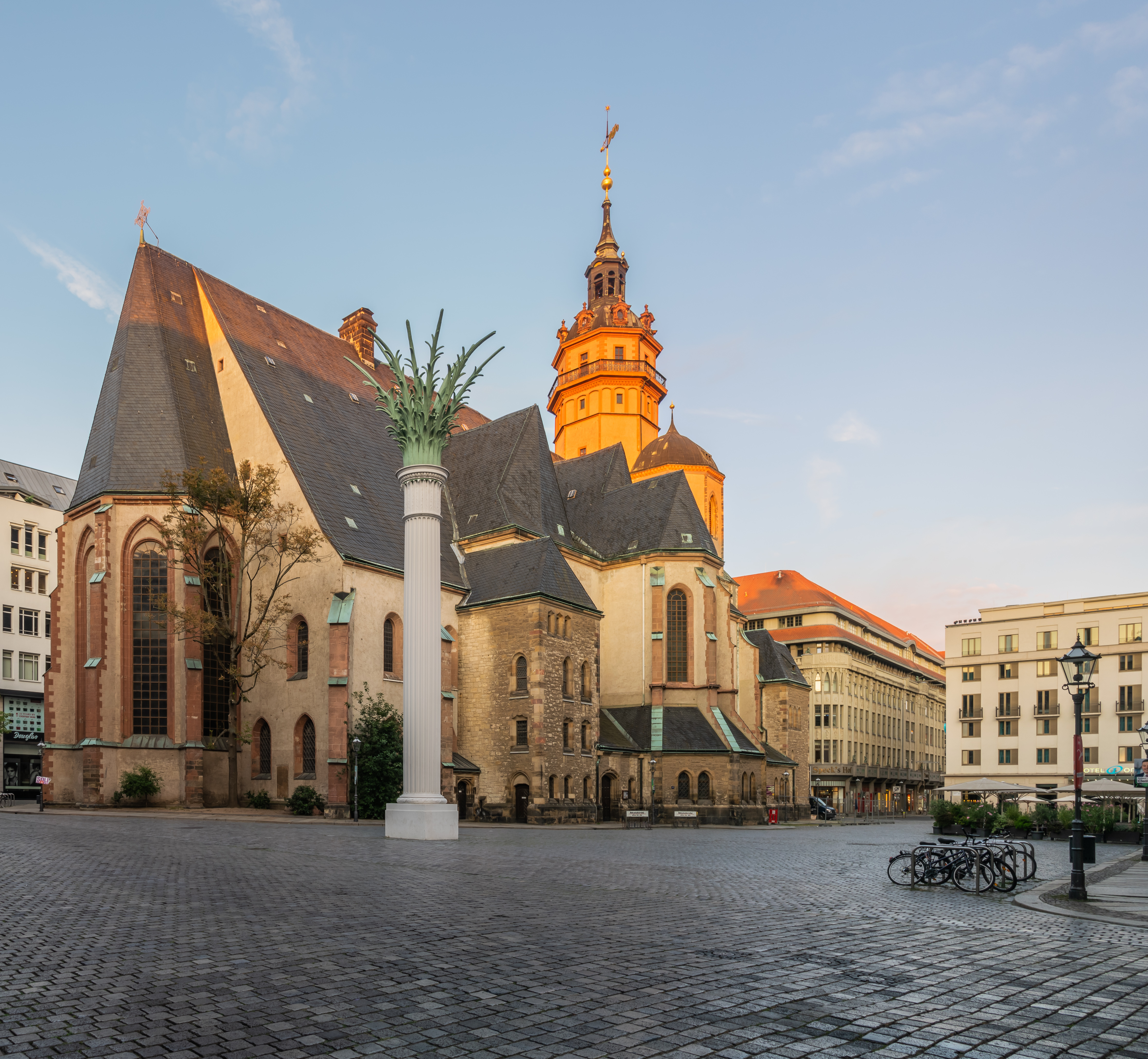
L'église Nicolas de Leipzig et la place Nikolaikirchhof. Au premier plan, le monument du souvenir, rappelant la Révolution pacifique qui aboutit à la chute du régime communiste en 1989. Cette colonne a l'aspect d'un des piliers de soutien bordant la nef et les transepts, à l'intérieur de l'église.

Les « Montagsdemonstrationen » (ou manifestations du lundi) sont un élément essentiel du tournant décisif imposé à l'automne 1989 par les citoyens opposés au gouvernement du régime communiste de la RDA (la République démocratique allemande, appelée aussi Allemagne de l'Est). Le slogan « Wir sind das Volk ! » (de) (« Nous sommes le peuple ! ») a rassemblé, semaine après semaine, des centaines de milliers d'habitants en protestation contre la politique du gouvernement et contre le système alors en place de Karl-Marx-Platz, d’abord à Leipzig, puis dans de nombreuses villes de RDA. Ces manifestations non violentes ont débouché sur la chute du mur de Berlin et la réunification allemande.

## Historique

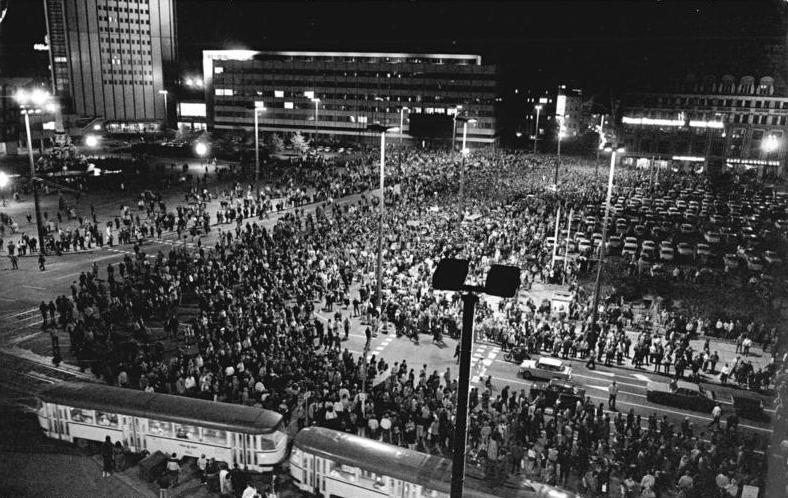
Leipzig, 16 octobre 1989.

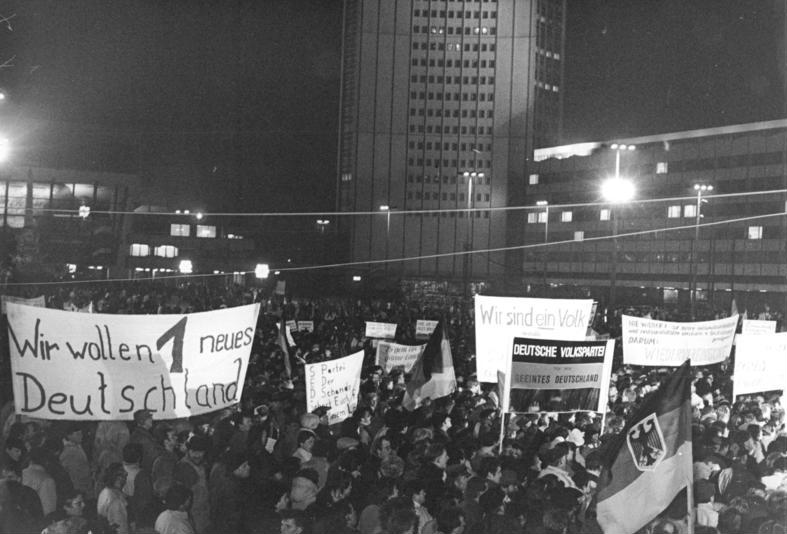
Leipzig, 8 janvier 1990.

Des prières pour la paix à l’église Nicolas de Leipzig ont été organisées par les pasteurs  Christian Führer (de) et Christoph Wonneberger (de), dès le milieu des années 1980.
L’objectif était de proposer une réorganisation pacifique et démocratique du pays, en particulier du pouvoir politique du Parti socialiste unifié d'Allemagne (le Sozialistische Einheitspartei Deutschlands - SED), c'est-à-dire du parti communiste, au pouvoir depuis 1949. La première des grandes manifestations eut lieu le 4 septembre 1989. La police de la RDA réprima avec violence les manifestations avant les festivités du 40e anniversaire de la RDA, les 7 et 8 octobre 1989.
À l'origine, il s'agit d'un regroupement spontané d'étudiants à l'occasion de la foire de Leipzig qui accueillait des entreprises occidentales chaque année en septembre. Quelques banderoles à l'intention des occidentaux et en particulier des journalistes indiquaient par exemple cette revendication : pouvoir voyager librement. La Stasi (police politique), réprima brutalement les manifestants et le lendemain, dans la presse locale, ils étaient qualifiés de « voyous ». Un pasteur de l'Église luthérienne, membre de la Fédération des Églises protestantes de la RDA, proposa pour le lundi suivant une prière pour la paix. Vexés d'avoir été traités de voyous, les étudiants vinrent nombreux. Après la prière, les fidèles défilèrent dans la ville en criant : « Nous ne sommes pas des voyous ! ». Puis, devant la ferveur de la prière collective, le pasteur proposa de revenir tous les lundis soir. Chaque lundi, le nombre de fidèles et de futurs manifestants s'est accru. L'exemple polonais, où l'Église catholique était à la pointe du combat pour la liberté devint contagieux.
Entretemps, des centaines de citoyens de RDA se réfugièrent à l'ambassade de RFA à Prague et obtinrent de passer à l'Ouest dans des trains spéciaux qui devaient traverser la RDA. Ces transferts ont provoqué d'importants mouvements de foule dans toutes les gares de passage des trains, ce qui augmenta la mobilisation.
Le 9 octobre 1989, 70 000 personnes manifestent en criant : « Wir sind das Volk ! » (« Nous sommes le peuple ! »), et passent devant le siège de la Stasi sans provocation : des bougies sont allumées sur les marches du bâtiment. Le secrétaire local du Parti communiste, qui avait reçu les pleins pouvoirs du bureau politique, demande néanmoins des instructions à Berlin-Est. En effet, il avait été informé quelques jours auparavant qu'Egon Krenz cherchait à remplacer Erich Honecker par une révolution de palais. Ne recevant aucune instruction, et après intervention de Kurt Masur, célèbre chef d'orchestre du Gewandhaus de Leipzig, il interdit aux forces paramilitaires présentes de faire usage de leurs armes. Le processus d'effondrement du régime commence.
Des dirigeants importants, comme Wolfgang Berghofer, bourgmestre de Dresde, ou Markus Wolf, ancien chef des services secrets, prennent ouvertement parti pour les manifestants. Cette pression a conduit à la chute du mur de Berlin le 9 novembre 1989, marquant la chute imminente du régime socialiste de la RDA.

### Vidéographie
- Sebastian Dehnhardt et Matthias Schmidt, « 1989 - Les trains de la liberté », diffusé sur Arte le 30 septembre 2014.